# Пугачов Олексій Ігорович
Олексі́й І́горович Пугачо́в — полковник Збройних сил України, повний лицар ордена Богдана Хмельницького, учасник російсько-української війни.
У червні 2017-го завершив навчання в Національному університеті оборони України імені Івана Черняховського.

## Нагороди
Повний лицар ордена Богдана Хмельницького:
орден Богдана Хмельницького I ступеня (2023) — за особисту мужність і самовіддані дії, виявлені у захисті державного суверенітету та територіальної цілісності України, вірність військовій присязі під час російсько-української війни
орден Богдана Хмельницького II ступеня (2022) — за особисту мужність і самовіддані дії, виявлені у захисті державного суверенітету та територіальної цілісності України, вірність військовій присязі під час російсько-української війни.
орден Богдана Хмельницького III ступеня (2014) — за особисту мужність і самовіддані дії, виявлені у захисті державного суверенітету та територіальної цілісності України, вірність військовій присязі під час російсько-української війни
Орден Данила Галицького (2016) — за особисту мужність, виявлену у захисті державного суверенітету та територіальної цілісності України, самовіддане виконання військового обов'язку, вірність військовій присязі під час російсько-української війни
Медаль «За військову службу Україні» (2022) — за особисту мужність і героїзм, виявлені у захисті державного суверенітету та територіальної цілісності України, вірність військовій присязі під час російсько-української війни
Відзнака Президента України «За участь в антитерористичній операції»(2015)
Відзнака міністерства оборони України «Доблесть і честь»(2007)
Нагрудний знак «Учасник АТО». Відзнака Начальника Генерального штабу Збройних сил України (2016)
Медаль «За мужність при виконанні спецзавдань» (2014)
Медаль НАТО «Косово» (2006)
нагрудний знак «Воїн-миротворець»(2007)